# Lhok Mamplam
Lhok Mamplam is een bestuurslaag in het regentschap Aceh Selatan van de provincie Atjeh, Indonesië. Lhok Mamplam telt 443 inwoners (volkstelling 2010).